# Криваја (Завидовићи)
Криваја је насељено мјесто у Босни и Херцеговини у општини Завидовићи које административно припада Федерацији Босне и Херцеговине. Према попису становништва из 1991. у насељу је живјело 1.341 становника.

## Становништво
| Националност       | 1991.          | 1981.          | 1971.          |
| Муслимани          | 1.335 (99,55%) | 1.225 (98,63%) | 1.049 (99,24%) |
| Хрвати             | 2 (0,14%)      | 0              | 2 (0,18%)      |
| Срби               | 0              | 0              | 4 (0,37%)      |
| Југословени        | 2 (0,14%)      | 17 (1,36%)     | 0              |
| остали и непознато | 2 (0,14%)      | 0              | 2 (0,18%)      |
| Укупно             | 1.341          | 1.242          | 1.057          |